# ليه كرايغ
ليه كرايغ (بالإنجليزية: Les Craig)‏ هو سياسي أسترالي، ولد في 23 نوفمبر 1892 في أستراليا، وتوفي في 9 فبراير 1966 في أستراليا. حزبياً، نشط في Nationalist Party (Australia) ‏.